# Епархия Пассейика
Епархия Пассейика (лат. Eparchia Passaicensis Ruthenorum) — епархия Русинской грекокатолической церкви с центром в городе Пассейик, США. Епархия Пассейика входит в митрополию Питтсбурга Русинской грекокатолической церкви. Кафедральным собором епархии Пассейика является собор святого Михаила Архангела.

## История
6 июля 1963 года Святой Престол учредил епархию Пассейика, выделив её из Апостольского экзархата США Русинской грекокатолической церкви (сегодня — Архиепархия Питтсбурга)

## Ординарии епархии
- епископ Stephen John Kocisko (6.07.1963 — 22.12.1967) — назначен архиепископом Питтсбурга;
- епископ Михаил Иосиф Дудик (29.07.1968 — 6.11.1995);
- епископ Андрей Патаки (6.11.1995 — 6.12.2007);
- епископ William C. Skurla (6.12.2007 — 18.01.2012) — назначен архиепископом Питтсбурга;
- епископ Kurt R. Burnette (29.10.2013 — по настоящее время).

## Источник
- Annuario Pontificio, Libreria Editrice Vaticana, Città del Vaticano, 2003, ISBN 88-209-7422-3